# Chuwajn al-Kabir
Chuwajn al-Kabir (arab. خوين الكبير) – miejscowość w Syrii, w muhafazie Idlib. W 2004 roku liczyła 2094 mieszkańców.